# Portion Control
Portion Control ist eine britische Band. Sie wurde 1980 gegründet und löste sich im Jahre 1987 auf. Wie viele Bands, die sich der Electronic Body Music zuwandten, stammt sie aus der industrialisierten Kernzone Europas, deren Verlauf vom Geografen Roger Brunet 1989 als Blaue Banane bezeichnet wurde, nämlich aus dem Süden Londons. Nach einem gemeinsamen Zwischenspiel als Solar Enemy zwischen 1990 und 1993 kamen die Mitglieder der Band im Jahre 2002 wieder als Portion Control zusammen.

## Diskografie
Alben
- A Fair Portion, 1980
- Gaining Momentum, 1981 (EP)
- With Mixed Emotion, 1982
- I Staggered Mentally, 1982
- A-MAG, 1983
- Step Forward, 1984
- Psycho-Bod Saves The World, 1986
- Wellcome, 2004
- Filthy White Guy, 2006
- Crop, 2009 (Kompilation)
- Violently Alive, 2010
- Pure Form, 2012
- Unrest In The Grime, 2014 (Kompilation)
- Seed Compiled, 2021
- Dissolve Plus, 2022 (Kompilation)